# Ixcuina Corona
Ixcuina Corona est une corona, formation géologique en forme de couronne, située sur la planète Vénus par -47,5° S et 207,5° E. Elle est localisée dans le quadrangle d'Isabella. Elle a été nommée en référence à Ixcuina, déesse aztèque de la Terre et de la fertilité. 

## Géographie et géologie
Ixcuina Corona couvre une surface circulaire d'environ 150 km de diamètre. 